# Yllenus lyachovi
Yllenus lyachovi es una especie de araña saltarina del género Yllenus, familia Salticidae. Fue descrita científicamente por Logunov & Marusik en 2000.
Habita en Rusia (Europa) y Kazajistán.